# Kierbedzie
Kierbedzie (biał. Кербядзі, Kierbiadzi; ros. Кербеди, Kierbiedi) – wieś na Białorusi, w obwodzie grodzieńskim, w rejonie lidzkim, w sielsowiecie Krupa.
Wieś leży przy rezerwacie hydrologicznym Berezyna.

## Historia
W XIX i w początkach XX w. okolica szlachecka i zaścianek położone w Rosji, w guberni wileńskiej, w powiecie lidzkim.
W dwudziestoleciu międzywojennym okolica leżąca w Polsce, w województwie nowogródzkim, w powiecie lidzkim, w gminie Żyrmuny. W 1921 miejscowość liczyła 80 mieszkańców, zamieszkałych w 16 budynkach, wyłącznie Polaków wyznania rzymskokatolickiego.
Po II wojnie światowej w granicach Związku Sowieckiego. Od 1991 w niepodległej Białorusi.